# Бранко (фудбалер)
Клаудио Ибрахим Ваз Леал (порт. Cláudio Ibrahim Vaz Leal; 4. април 1964), познатији као Бранко, бивши је бразилски фудбалер.
Играо је за познате бразилске и европске клубове, Интернасионал, Флуминенсе, Брешу, Порто, Ђенову, Гремио, Коринтијанс и Фламенго.
Бранко је освојио Светско првенство 1994. са репрезентацијом Бразила. Остао је упамћен по голу из слободног ударца са 30 метара, којим је Бразил избацио холандску репрезентацију у четвртфиналу првенства.
Учествовао је и на Светским првенствима 1986. у Мексику и 1990. у Италији. Бранко је одиграо 72 утакмице за национални тим и постигао укупно 9 голова.

## Успеси

### Клуб
Интернасионал
- Лига Гаучо: 1981.

Флуминенсе
- Серија А Бразила: 1984.
- Лига кариока: 1983, 1984, 1985.

Порто
- Прва лига Португалије: 1990.
- Суперкуп Португалије: 1990.

Гремио
- Лига Гаучо: 1993

### Репрезентација
Бразил
- Копа Америка: 1989.
- Светско првенство: 1994.